# Los Cerralbos
Los Cerralbos ist eine spanische Gemeinde (municipio) in der Provinz Toledo der Autonomen Region Kastilien-La Mancha. 2024 hatte die Gemeinde 425 Einwohner. Die Gemeindefläche beträgt 40,15 km². 

## Lage
Los Cerralbos liegt etwa 51 Kilometer westnordwestlich von Toledo und etwa 95 Kilometer südwestlich von Madrid in einer Höhe von ca. 460 m. Der Río Alberche bildet die nördliche Gemeindegrenze. 

## Bevölkerungsentwicklung
| Jahr      | 1970 | 1981 | 1991 | 2001 | 2011 | 2021 |
| --------- | ---- | ---- | ---- | ---- | ---- | ---- |
| Einwohner | 780  | 554  | 512  | 465  | 460  | 418  |

## Sehenswürdigkeiten
- Stephanuskirche (Iglesia de San Esteban Protomartír)
- Rathaus

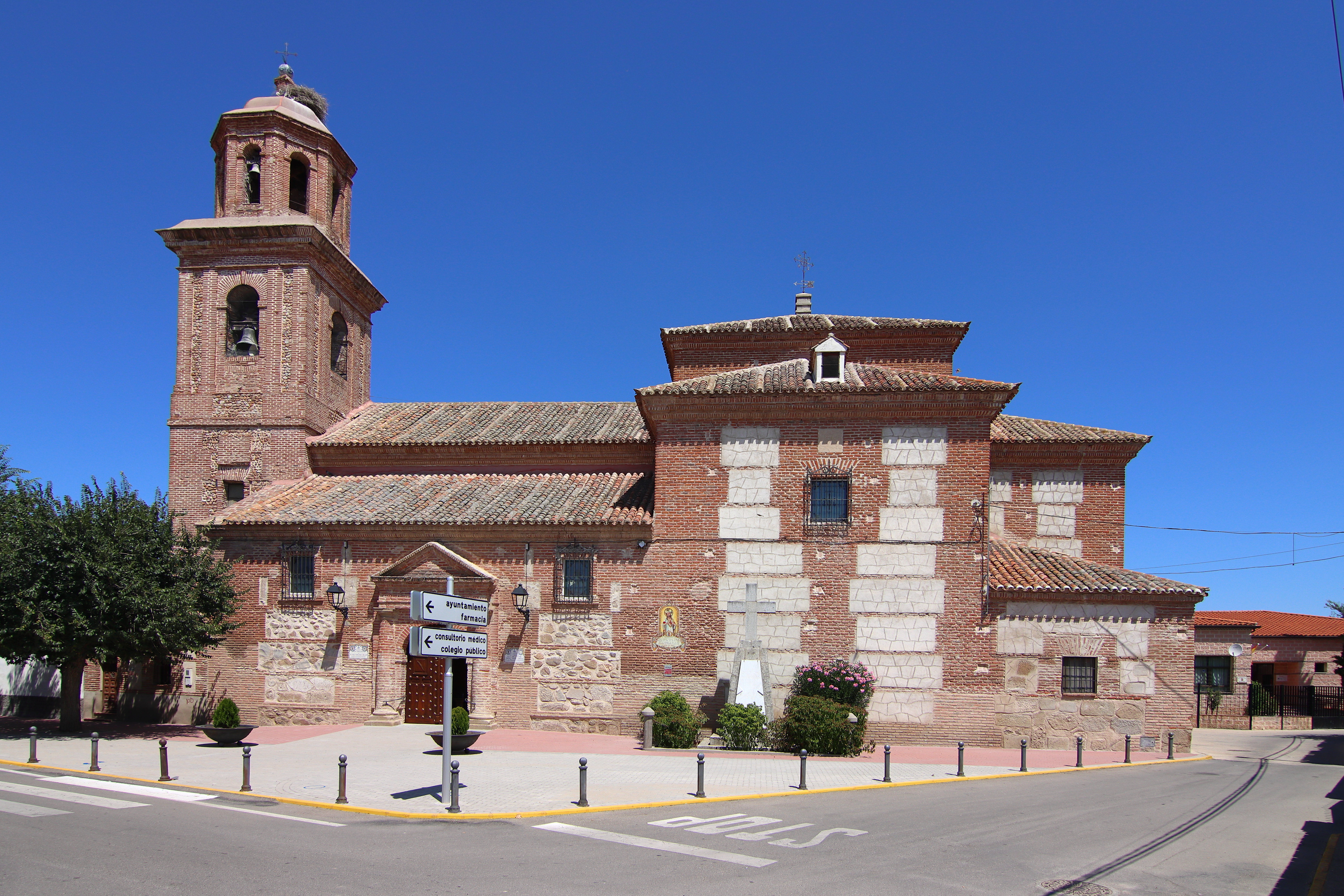
Stephanuskirche
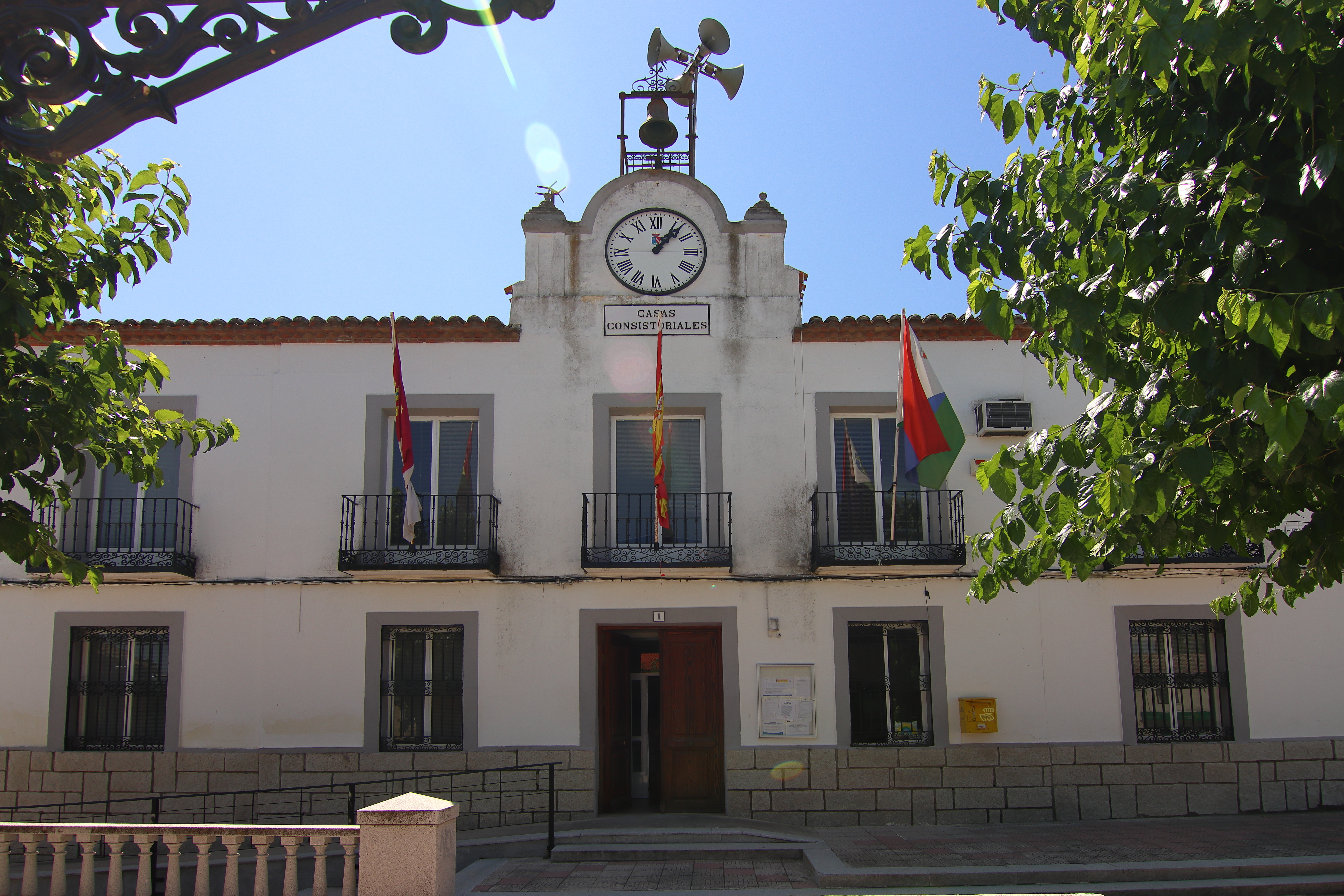
Rathaus

## Persönlichkeiten
- Ángel Fernández-Santos (1934–2004), Drehbuchautor und Filmkritiker
- Ángel Fernández Collado (* 1952), römisch-katholischer Geistlicher, Bischof von Albacete 2018–2024
- Demetrio Jiménez Sánchez-Mariscal (1963–2019), bischöflicher Prälat von Cafayate